# Ring Alphen aan den Rijn
De Ring Alphen aan den Rijn is de ringweg om Alphen aan den Rijn. De weg bestaat uit verschillende lokale wegen, een provinciale weg en een rijksweg. De totale lengte van de weg is 18,4 kilometer.

## Ring noord
De ring noord is een deel van de N207 en is uitgevoerd als een tweestrooksweg met een maximumsnelheid van 80 km/h. De weg loopt bij de kruising met de Herenweg over in de ring west en bij de rotonde bij de Oostkanaalweg over in de ring oost.

## Ring west
De ring west loopt in zijn geheel over stadswegen. De weg is gedeeltelijk een 2 x 2-strooksweg en gedeeltelijk een tweestrooksweg. Tussen de aansluiting op de N207 en de Oude Rijn heeft de weg 2 x 2 rijstroken. De weg is tijdens de spits vrij druk en er is een groene golf-regeling ingesteld. Tussen de Oude Rijn en de N11 loopt de weg over het bedrijventerrein Hoorn. Hier zijn twee rijstroken. Op dit stuk weg is er veel vrachtverkeer. Op de hele ring west geldt een maximumsnelheid van 50 km/h.

## Ring zuid
De ring zuid loopt in zijn geheel over de N11. De weg heeft 2 x 2 rijstroken. De kruising met de Goudse Schouw is ongelijkvloers (er is daar een haarlemmermeeraansluiting). Tussen de Leidse en Goudse Schouw voert de weg langs nieuwbouwwijk Kerk en Zanen en het Archeon. Tussen de Goudse Schouw en de aansluiting met de N207 gaat men onder het Alphen-aquaduct in de rivier de Gouwe door.

## Ring oost
De ring oost loopt in zijn geheel over de N207. Het is een tweestrooksweg. Tussen de aansluiting met de N11 en de Oranje Nassausingel geldt een maximumsnelheid van 50 km/h, tussen de Oranje Nassausingel en de ring noord geldt een maximumsnelheid van 80 km/h. De aansluiting van de N207 op de N11 werd in 2010 aangepast wegens de bouw van een containerterminal. Hierbij werden de verkeerslichten vervangen door een ongelijkvloerse kruising.

## Toekomst
De ring noord en oost zijn op het ogenblik zwaar overbelast, wat in de spits tot kilometerslange files leidt. Er gaan stemmen op om dit stuk weg in zijn geheel te verdubbelen.